# Яйцеполагало
Яйцеполагалото е тръбовиден орган, който се използва от някои животни за полагането на яйца. При насекомите е съставено от най-много три чифта израстъци. Детайлите и морфологията на яйцеполагалото може да варират, но обикновено формата му е адаптирана за функции като предаване на яйце, подготвянето на място за него и полагането му подходящо. Органът при насекомите служи само за закрепянето на яйцето към дадена повърхност, но за много паразитни видове (главно ципокрили) той е и защитен орган. Някои яйцеполагала се прибират само частично, когато не се използват.

## При насекомите
Някои скакалци използват заравят яйцеполагалата си в земята, където поставят яйца. Цикадите пробива дървесината на клоните с яйцеполагалата си, където полагат яйцата си. Насекомите от подразред Symphyta срязват тъканите на растенията със своите яйцеполагала. Женските оси от рода Megarhyssa има тънко яйцеполагало, дълго няколко сантиметра, което се използва за пробиване на дървесината на дънери. Видовете от семейство Siricidae са паразитни в ларвения етап от развитието си, поради което яйцата им трябва да се полагат директно в тялото на гостоприемника. Яйцеполагалото на осата Megarhyssa macrurus е най-дългият яйцеполагащ орган, известен на биологията.
Жилата на видовете от таксона Aculeata представляват яйцеполагала, които са силно модифицирани с отровни жлези. Използват се за парализиране на плячката или за защита. Проникващото жило в комбинация с отровата позволяват на насекомото да положи яйцата си с по-малък риск да бъде наранено от гостоприемника. В някои случаи, инжектирането може да внесе вирусни частици, които да потиснат имунната система на гостоприемника и да му попречат да унищожи яйцата. Въпреки това, при почти всички жилещи ципокрили яйцеполагалото не се използва за полагане на яйца. Изключение прави Chrysis ignita.
Видовете от семействата мухи Tephritidae и Pyrgotidae имат добре развити яйцеполагала, които са частично прибрани, когато не се използват. Членовете на семейството Oestridae често имат къси и космати яйцеполагала.

## При рибите
Женските представители на рода Rhodeus имат яйцеполагало под формата на тръбовидно удължение на гениталното отверстие. По време на размножителния период, те го използват за полагане на яйца в кухината на пресноводни миди, където яйцата се развиват. Морските кончета имат яйцеполагало за внасяне на яйца в торбичката за разплод на мъжките, които го носят, докато стане време новоизлюпените да бъдат освободени в подходяща ситуация.